# Oakham (Massachusetts)
Oakham è un comune degli Stati Uniti d'America facente parte della contea di Worcester nello stato del Massachusetts.